# Rio do Filipe
O rio do Filipe é um curso de água do estado de Santa Catarina, no Brasil.